# Ткаченко, Сергей Борисович (архитектор)
Сергей Борисович Ткаченко (23 июля 1953, Москва — 6 августа 2023) — советский и российский архитектор, педагог, издатель и общественный деятель, заслуженный архитектор Российской Федерации (2008), кандидат архитектуры (2016), академик РАХ (2020), член-корреспондент Российской академии архитектуры и строительных наук (2021), действительный член Академии архитектурного наследия (2005), член-корреспондент Российской экологической академии (2020), член Союза архитекторов России. Лауреат премии правительства Российской Федерации (2010). Основатель движения рационального контекстуализма в архитектуре и градостроительстве (крыло постмодернизма). Работал на московских проектах с лидерами различных направлений в архитектуре: Марио Беллини, Жаном-Мишелем Вильмоттом, Захой Хадид, Норманом Фостером, архитекторами NBBJ.

## Биография

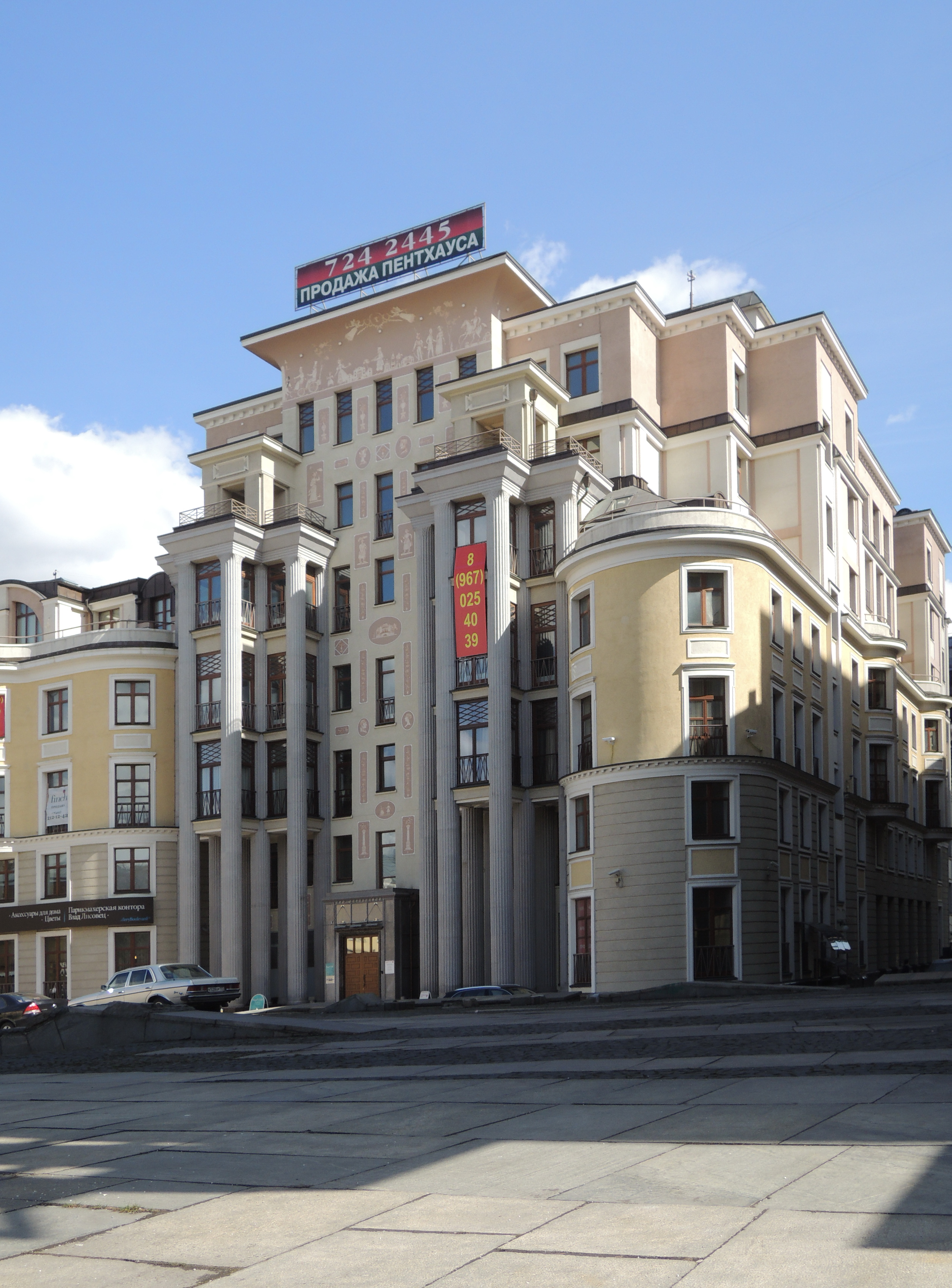
Москва, Большой Гнездниковский переулок, Дом 3/5, стр.2. Дом «Респект». Административно-жилой комплекс у бывшего дома Тарновского, 2008, архитекторы С. Ткаченко, Н. Рыбин, О. Дубровский, Л. Шевченко

Родился 23 июля 1953 года в Москве. В 1976 году с отличием окончил факультет жилищного и общественного строительства Московского архитектурного института. После окончания института в 1976—1980 годах работал в управлении Моспроект-1 над проектами Юго-западной зоны Москвы под руководством Я. Б. Белопольского и В. И. Хавина. В 1980 году был переведён в управление по проектированию общественных зданий и сооружений Моспроект-2. Под руководством А. В. Ганешина получил практический градостроительный опыт работы в историческом центре Москвы. Во время экономических реформ Ю. В. Андропова в 1984 году был уволен из Моспроекта-2 за «антисоветскую архитектуру» — «расточительное проектное решение» гостиницы постпредства Латвии с атриумом.
После ухода из Моспроекта-2 в 1984—1988 годах работал в постоянном представительстве Совета министров Латвийской ССР, вел авторский надзор на строительстве здания гостиницы.
В 1989 году вернулся в Моспроект-2, с 1992 до 1998 года работал начальником мастерской № 15 Моспроекта-2, продолжая работать над проектами в центре столицы. В 1998 году по решению главного архитектора Москвы А. В. Кузьмина переведён в МНИИПОКОСиЗ — ГУП МНИИП Моспроект-4 на должность заместителя директора института.
В 2004 году назначен директором ГУП НИиПИ Генплана Москвы. Назначение было обусловлено обширным и разнообразным опытом С. Б. Ткаченко в объёмном проектировании и пониманием роли взаимодействия архитектуры и градостроительства при преобразовании Москвы в постсоветский период. В 2004 году попал в рейтинг 10 самых влиятельных архитекторов Москвы по версии журнала «Форбс». В знак несогласия с градостроительной политикой новой администрации столицы в 2011 году подал в отставку с должности директора ГУП НИиПИ Генплана г. Москвы.
Работая в системе Москомархитектуры, вёл проектирование зданий органов высшей федеральной власти — администрации президента, Совета федерации и Государственной думы РФ, мэрии Москвы.
В 2014—2015 годах работал в Калуге в должности главного архитектора города.
С 1988 года — основатель и руководитель творческих архитектурных проектных мастерских («СПАР», «Арка», «Натал», институт Моспроект-5).
С 2003 года преподавал на кафедре градостроительства в Московском архитектурном институте (государственной академии) в должности профессора.
В 2016 году защитил кандидатскую диссертацию на тему: «Творческие архитектурно-градостроительные конкурсы и их влияние на генеральные планы городов (на примере Москвы)», научным руководителем был И. Г. Лежава.
Скончался 6 августа 2023 года. Церемония прощания состоялась 9 августа 2023 года в Москве, в Центральном Доме архитектора.
Похоронен на Аксиньинском кладбище Одинцовского района Московской области.

## Основные постройки
Более 100 построек, в том числе:

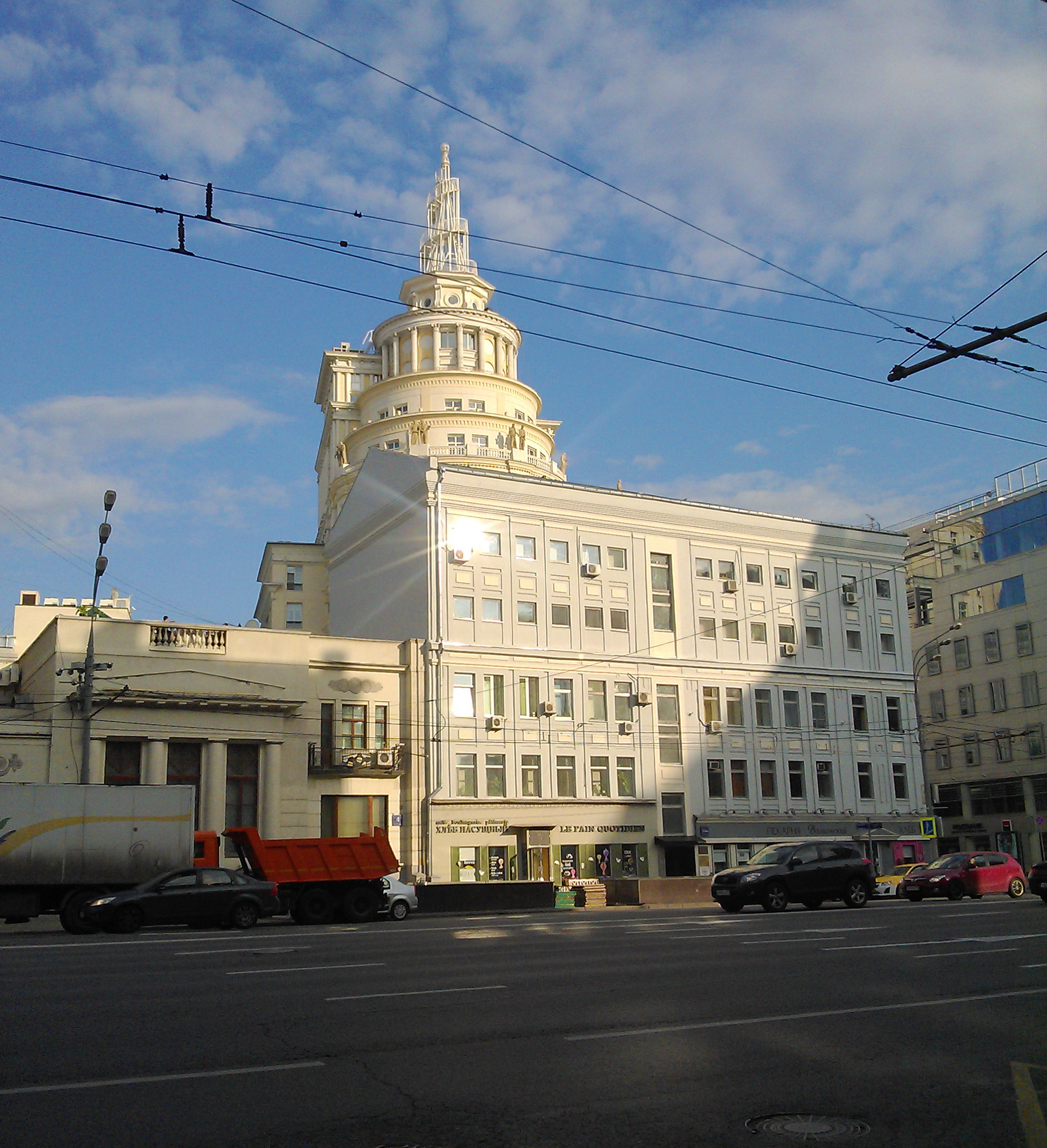
Вид на дом «Патриарх», увенчанный Башней Татлина, со стороны Садового кольца

- Дворец Молодежи на Комсомольском проспекте (1976—1980, коллектив авторов)[9]
- Гостиница Постпредства Латвии, ул. Чаплыгина, 3 (1980—1988, с И.Ан. Покровским и др.)
- Поликлиника, Кривоарбатский пер. 9-11 (1980-е, с И. А. Покровским и др.)[10]
- Представительство компании «Бритиш Петролеум», ул. М. Ордынка, 7 (1988—1992, с Е. Л. Лякишевой и др.)
- Центральный дом дизайнера, Б. Кисельный пер., 5 (1989—1993, с Е. Л. Лякишевой и др.)
- Деловой центр «МосЭнка Парк Тауэрс», Таганская ул. 17-23 (1994—1996, рук. авт. колл.)[11]
- Реконструкция здания «Моситалмед», Арбат, 28 (1989—1996, рук. авт. колл.)[10]
- Комплекс зданий Посольства Ирана, ул. Новаторов (1992—1994, рук. авт. колл.)
- Жилой дом, ул. Арбат, 19 (1992—1994, с Л. С. Аранаускасом)[10]
- Постоянное представительство Республики Башкортостан, Сретенский бул., 9/2 и Торговое представительство Республики Башкортостан, Трубниковский пер., 8/15 (1993—1997, с Л. С. Аранаускасом)
- Реконструкция жилого дома, Б. Афанасьевский пер., 41 (1993—1996, с Л. С. Аранаускасом)
- Реконструкция жилых домов, Арбат, 15/43 и 17 (1993—1996, рук. авт. колл.)[10]
- Комплекс зданий, Кадашевская наб., 32/2 (1993—1998, с А. И. Чернетой)
- Жилой дом, Ксеньинский пер. (1994—1996, с Л. Н. Подрезковой)
- Представительство «Традо-банка», ул. М. Ордынка, 20/2 (1994—1997, с А. И. Чернетой)
- Реставрация Дома арх. К. С. Мельникова, Кривоарбатский пер., 10 (1995—1998, с Е. Л. Лякишевой и группой реставраторов, диплом РААСН 1999)
- Реконструкция и реставрация Дома СТО для Государственной Думы РФ, ул. Охотный Ряд. 1 (1994—1995, авт. колл., грамота Пред. Госдумы РФ)
- Реконструкция административного здания, ул. Никольская, 35 (1995—1998, с Ю. Степановым, Ю. Мутиным)
- Реконструкция и реставрация Старого Гостиного двора (1995—1999, с А. В. Кузьминым и др.)[12]
- Административное здание, Лубянский пр., 11/1 (1996—1998, с С. А. Ануфриевым и др.)[13]
- Жилой дом, Б. Толмачевский пер., 4 (1996—1998, с М. Вайсом, Израиль)
- Перенос Поста № 1 от Мавзолея к Могиле Неизвестного Солдата, Александровский сад (1997—1998, с Е. Л. Лякишевой)
- Крытый плавательный бассейн, Чоботовская ул., 4 (2000, с Е. Л. Лякишевой)
- Жилой дом с пристройкой «Дом-яйцо», ул. Машкова 1/11 (1997—2002, с О. Л. Дубровским и др., диплом СА России 1999)[13]
- Жилой дом «Патриарх», ул. М. Бронная, 44 (1997—2002, совм. с О. Л. Дубровским и др.)[13]
- Жилой дом «Агаларов-Хаус», ул. Климашкина, 1-3 (1994—1997, с С. А. Ануфриевым и др.)
- Жилой дом, Б. Толмачевский пер. (1995—2003, с С. А. Ануфриевым и др.)
- Офисный комплекс «Павелецкая Плаза», пл. Павелецкого вокзала, 2 (1995—2003, с Е. Л. Лякишевой и др.)[13]
- Жилой дом, Б. Пионерская ул., 20/11 (1998—2000, с О. Л. Дубровским и др.)[13]
- Плавательный бассейн, ул. Чоботовская (1999—2000, с Е. Л. Лякишевой и др.)
- Жилой дом, М. Козихинский пер., 1-3 (1999—2002, с А. М. Казаковым и В. М. Казаковой)[13]
- Административное здание страховой группы «Спасские ворота», Вознесенский пер., 11 (1999—2005, с А. М. Казаковым и В. М. Казаковой)
- Культурно-спортивный центр УПДК, ул. У. Пальме, 5 (2000—2002, с Т. Л. Беликовой)
- Жилой дом «Коперник», ул. Б. Якиманка, 22 (2000—2007, с Е. Л. Лякишевой и др.)[13]
- Жилой комплекс, Рубцовская наб. 2-12 (с Ю. П. Григорьевым и др.)
- Жилой комплекс «Сад-лабиринт», Б. Козихинский пер., 14 (2000—2004, с Н. И. Рыбиным и др.)
- Жилой дом, Митинская ул., 33 (2000—2004, с Д. Л. Суслиным и др.)
- Жилой дом, Солнцево, мкр. 4а (2002—2004, с В. В. Бельским и др.)
- Бизнес-центр «Северное Сияние», ул. Правды, 24 (2003, с С. А. Ануфриевым, В. В. Бельским и др.)[13]
- Административно-жилой комплекс «Респект», Б. Гнездниковский пер., 3/5 (2003—2008 — рук. авт. колл.)
- Административное здание с апартаментами «Крутицкое подворье», 4-й Крутицкий пер., 14 (2002—2007, с Н. И. Рыбиным и др.)
- Жилой дом «С атлантами», Хлыновский туп., 4 (2003—2007, с Н. И. Рыбиным)
- Жилой комплекс «Донское подворье», ул. Орджоникидзе, 4-6 (2005—2008, с С. А. Ануфриевым и др.)
- «Башня на набережной», ММДЦ «Москва-Сити», Пресненская наб., 18 (2002—2007, рук., с компанией «ЭНКА», Турция)
- Административное здание Российского Фонда Федерального Имущества, Ермолаевский пер., 3 (2003—2008, с А. М. Казаковым и В. М. Казаковой)
- Башня «Империя», ММДЦ «Москва-Сити», Пресненская наб., 6 (2006—2011, рук., с компанией «NBBJ Group»)
- Жилой комплекс «Арк дю Солей», Попов пр., 2-4, Русаковская наб., 7 (2004—2009, с С. А. Ануфриевым и др.)
- Жилой дом «Астра», ул. Козлова, квартал 114 (2003—2008, с В. В. Бельским)
- Жилой дом, ул. Трубецкая, 28 (2006—2010, с Н. И. Рыбиным и др.)
- Третья очередь Центра Международной Торговли. 30-этажный офисный корпус и 20-этажный клубный корпус гостиницы Crowne Plaza Moscow WTC (2008—2010, с С. В. Елкиным)
- Реставрация и приспособление зданий «Городская усадьба В. А. Морозовой» под гостевой дом для временного пребывания Глав иностранных делегаций, ул. Воздвиженка, 14 (2007—2010, с Н. А. Маровой, реставратор В. Ф. Коршунов)
- Общественный центр села Криуша, Рязанской губ., храм Александра Невского, крестильня и воскресная школа (2010—2018, рук. авт. колл., Патриарший знак Храмостроителя РПЦ, 2017)
- Башня «Согласие», г. Магас, Республика Ингушетия (2010—2014, рук. авт. колл.)
- Памятник маршалу Г. К. Жукову, пл. Победы, Калуга (2015, скульптор М. В. Переяславец)
- Памятник Труженикам тыла, сквер Воронина, Калуга (2015, скульптор С. Г. Полегаев)

## Основные проекты
- Президентская гостиница «Цитадель», ул. Косыгина, 15 (1995—1996, с М. Беллини)
- Реконструкция Третьяковской галереи, Крымский вал, 10 (1995, 2000, с М. Д. Хазановым)
- Реконструкция Смоленского метромоста и прилегающих территорий от Смоленской площади до Киевского вокзала с установкой скульптуры «Рабочий и колхозница» (1996—1998, с О. Л. Дубровским и др., диплом РААСН 1999)
- Программа проектов Патриарших подворий для РПЦ (2002—2005, орден Сергия Радонежского III степени)
- Мэрия Москвы в ММДЦ «Москва-Сити» (2004—2010, с М. Д. Хазановым и др.)
- Башня «Россия» в ММДЦ «Москва-Сити» (2007—2009, с Н. Фостером, А. Ф. Орловым и др.)
- Программа высотного строительства «Новое кольцо Москвы» (2004—2009)
- Транспортно-пересадочные узлы в Москве (2004—2009)
- Схема особого регулирования градостроительной деятельности на исторических территориях и территориях зон охраны объектов культурного наследия в городе Москве (2004—2006, с Е. Е. Соловьевой, Т. В. Царевой и др., премия имени архитектора А. Э. Гутнова 2007)
- Генеральный план развития города Москвы до 2025 года, Правила землепользования и застройки (2004—2009, рук. А. В. Кузьмин, авт. коллектив)
- Генеральный план развития города Нижнего Новгорода (2005—2009, с А. Н. Колонтаем)
- Генеральный план развития города Беслан (2004—2006, с А. Н. Колонтаем)
- Административно-гостиничный комплекс, Красная пл., 5 (2006, с Ж.-М. Вильмоттом)
- Развитие комплекса ГМИИ им. А. С. Пушкина (2009—2012, с Н. Фостером)
- Мост пяти стихий. Музей Оки (Музей воды), библиотека им. К. Э. Циолковского, Калуга (2015, с И. И. Вознесенским и А. В. Кононенко)

## Избранные архитектурные конкурсы
- Международные конкурсы «Тэт Дефанс» и «Театр Бастилия» (1982, авт. коллектив)[14]
- Конкурс на Дворцово-парковый ансамбль в Стрельне (2001, с А. В. Боковым)[15]
- Международный конкурс на разработку проекта концепции развития Московской агломерации (2012, с А. Грюмбахом, Ж.-М. Вильмоттом, И. Н. Ильиной и др.)[16]
- Международный конкурс на разработку концепции и финансовой модели тематического парка «Россия» (2013, с Д. Перро и др.)[17]

## Основные публикации
Опубликовал около 60 научных работ, в том числе:
- Ткаченко С. Б. Один век московского градостроительства. В 2 т. Книга первая. Москва советская. — М. : Прогресс-Традиция, 2019. — 376 с., ил.
- Ткаченко С. Б. Один век московского градостроительства. В 2 т. Книга вторая. Москва после 1991 года. — М. : Прогресс-Традиция, 2019. — 408 с., ил.
- Ткаченко С. Б. Реконструкция застройки исторических кварталов // Реконструкция и обновление сложившейся застройки города. Часть 1: Реконструкция исторических кварталов, жилой застройки и регенерации промышленной среды. Учебник. 3-е изд., перераб. и доп. / под общей ред. П. Г. Грабового, В. Ф. Касьянова. — М. : «Просветитель», АСВ, 2020. — 272 с.
- Ткаченко С. Б. Филателистическая лингвистика [Текст] = Philatelic linguistics / С. Ткаченко, А. Стрыгин, В. Бойко. — М. : Улей, 2018. — 21 с. : факс, цв. ил.; 21 см. — (Библиотека Клуба элиты отечественной филателии «Россика» = Library of Rossica the club of the elite Russian Philately).; ISBN 978-5-91529-039-5
- Ткаченко С. Б. Филателистический словарь [Текст] / С. Б. Ткаченко, А. В. Стрыгин, А. В. Ильюшин, В. Я. Бойко. Под общ. ред. А. В. Стрыгина. — М. : Улей, 2018. — 172 с. — (Библиотека Клуба элиты отечественной филателии «Россика» = Library of Rossica the club of the elite Russian Philately).; ISBN 978-5-91529-042-5

## Критика
Журналист газеты «Коммерсантъ» А. Тарханов

Патриаршие пруды — особенное место в Москве, в некотором роде наша пляс Вандом. Своим произведением автор ясно говорит: клал я на ваши Патрики с пятнадцатого этажа. И это вместо того, чтобы построить спокойный грамотный дом плечом к плечу с тихими соседями — большего здесь и не требовалось.
Президент РААСН, академик Д. О. Швидковский

Архитектурная мастерская Сергея Ткаченко работает немало лет, но постоянно остается современной, какое бы увлечение не было бы избрано ведущим для какого-то из многих проектируемых объектов. Техногенные формы могут смениться в следующей постройке декоративной прихотливостью постмодернизма, сотрудничество с Норманном Фостером интересом к экспериментам Захи Хадид. Важно само движение вперед, дальше и быстрее, как в олимпийских играх.

И всегда за образом каждого здания неизбывно ощущается Город. Именно с большой буквы, непременно мощный, требовательный, всепоглощающий. Новое градостроительное искусство требует и нового мышления, неарифметического, нелинейного, закрученного спиралями соединения геномов целой массы городских людей, машин и пространств.
Историк-искусствовед Г. И. Ревзин

…создание таких объектов, которые повергали бы в известное недоумение всех, которые бы сопротивлялись попыткам любого мыслительного конвейера как-то их проштамповать и прописать в той или иной логике, для архитекторов затруднительно. Я думаю, что именно эту специфическую художественную логику Сергей Ткаченко и перенял у современного искусства. Его вещи сдвигают шкалу. Он отказывается бороться как за прогресс, так и против него, как за сталинизм, так и против, как за современную западную архитектуру, так и за наше национальное своеобразие, как за московский стиль, так и за не московский. Это все дремучие чужие мифы, фантомы профессионального восприятия, достойные в лучшем случае того, чтобы эпатировать их носителей. Он предъявляет нам объекты, которые разрушают существующие системы координат, настоятельно требуют какой-то реакции, но не подсказывают, как реагировать. Я думаю, самой правильной реакцией на его здания иногда является остолбенение — да что ж это, черт возьми, такое, как прикажете это понимать?
Архитектурный критик, искусствовед, журналист Н. С. Малинин

Вся его жизнь — борьба. Формально она всякий раз оканчивалась каким-нибудь крахом, но фактически — становилась очередной художественной победой.

## Профессиональные членства
- Член Союза архитекторов СССР и Союза архитекторов России
- Действительный член Российской академии художеств (2020)[22]
- Вице-президент Московского отделения Международной Академии Архитектуры[23]
- Действительный член Академии архитектурного наследия (2005)
- Действительный член Российской Академии Естественных Наук (2010)[24]
- Член Попечительского совета Российской Национальной академии филателии. Почтовые марки с изображениями проектов и построек С. Б. Ткаченко выпустили Российская Федерация, Бурунди, Гвинея, Гвинея Бисау, КНДР, Лаос, Мозамбик, Нигер, Того, Центральноафриканская Республика. Коллекционирует материалы по теме: «История почты» (военная и гражданская цензура).[25] Собрал одну из самых больших коллекций почтовых открыток о Москве, начиная с 1895 года
- Основатель и творческий руководитель издательств «Ворон», «Жираф», «Улей».